# Штявиця (притока Сухої)
Штявиця (словац. Šťavica) — річка у регіоні Новоград в Словаччині, права притока Сухої, протікає в округах Полтар і Лученець.
Довжина приблизно 11-17 км. Витік знаходиться в масиві Південнословацька улоговина (частина Лученська улоговина) — на висоті близько 260 метрів. Протікає територією сіл Нове Гони та Вельке Дравце.
Впадає в Суху на висоті приблизно 195-200 метрів.